# 足立正 (教育者)
足立 正（あだち せい、元治2年1月10日（1865年2月5日） - 昭和22年（1947年）10月29日）は、日本の教育者、郷土史家、政治家。きよしこの夜の訳詞者由木康の実父。実業家足立荘の実兄。
坪井正五郎、喜田貞吉、沼田頼輔など一流の学者と親交を持ち、西伯耆を中心とする考古学、歴史学の研究と資料収集にその生涯を捧げた。元境町長。

## 略年譜
- 1865年 - 伯耆国会見郡上道村（現・鳥取県境港市上道町）に足立国五郎の子として生まれる。父・国五郎は村の助役、収入役、村会議員等をつとめた人物。
- 1881年 - 松江師範学校（現在の島根大学教育学部）卒業
- 1900年 - 養良高等小学校校長（ - 1928年）
- 1929年 - 第12代境町長（ - 1934年）
- 1940年 - 米子市立山陰歴史館館長（ - 1945年）

## 教育者として
島根県松江師範学校卒業後は上道小学校で教員となり、1888年（明治21年）からは上道の弓浜高等小学校に12年間務めた。
1900年（明治33年）からは西伯郡淀江町今津の養良高等小学校の校長に就任した。20年以上の在職中には1903年（明治36年）設立の養良農業補習学校での業績を評価され、表彰もされている。

## 郷土史家として
足立正は、山陰地方の歴史や考古学に関心を持ち、教師の仕事の傍ら研究もおこなった。1901年（明治34年）には、考古学者の坪井正五郎らとともに天神垣神社の境内にあった石馬（石馬谷古墳）の調査を行った。この石馬はのちに国の重要文化財となった。足立は、収集した考古資料を自身が設立した山陰徴古館の主要な資料として収蔵、公開を行った。編著書としては、小松原真琴との共著である『山陰古代史』、そのほか『宇田川村史』、『鳥取県郷土史』、『米子市史』などがある。